# Kinsau
Kinsau település Németországban, azon belül Bajorországban. Lakosainak száma 1050 fő (2023. december 31.). Kinsau Peiting és Apfeldorf községekkel határos.

## Népesség
A település népessége az elmúlt években az alábbi módon változott:
| Lakosok száma | 369  | 760  | 700  | 790  | 1007 | 1033 | 1058 | 1040 | 1058 | 1050 |
|               | 1875 | 1950 | 1975 | 1987 | 2012 | 2014 | 2016 | 2017 | 2021 | 2023 |